# Dominic Roussel
Dominic Roussel (* 22. Februar 1970 in Hull, Québec) ist ein ehemaliger kanadischer Eishockeytorwart, der in seiner aktiven Zeit von 1992 bis 2003 unter anderem für die Philadelphia Flyers, Winnipeg Jets, Mighty Ducks of Anaheim und Edmonton Oilers in der National Hockey League sowie die Starbulls Rosenheim und Frankfurt Lions in der Deutschen Eishockey Liga gespielt hat.

## Karriere
Dominic Roussel begann seine Karriere als Eishockeytorhüter bei den Trois-Rivières Draveurs und den Shawinigan Cataractes in der kanadischen Québec Major Junior Hockey League, wo er von 1987 bis 1990 aktiv war. Während des NHL Entry Draft 1988 wurde er in der dritten Runde an insgesamt 63. Position von den Philadelphia Flyers ausgewählt. Bis 1992 spielte er vorerst überwiegend bei den Hershey Bears in der American Hockey League, bei denen er 88,8 Prozent der Schüsse abwehren konnte. Die folgenden drei Spielzeiten bestritt er mehrheitlich bei den Flyers in der National Hockey League, wurde aber auch weiterhin für wenige Partien bei den Hershey Bears eingesetzt. Er bestritt insgesamt 140 NHL-Partien bei den Flyers, bei denen er eine Fangquote von fast 90 Prozent erreichte. 
Im Februar 1996 transferierten ihn die Flyers im Austausch für Tim Cheveldae und einem Draftpick zu den Winnipeg Jets. Bei den Jets kam er auf nur sieben Einsätze, weshalb sein auslaufender Vertrag nicht verlängert wurde. Roussel unterschrieb einen Vertrag bei den Philadelphia Flyers, wurde aber zu deren Farmteam, den Philadelphia Phantoms, abgeschoben, bei denen er in der AHL konstante Leistungen erbringen konnte. Die darauffolgende Saison verbrachte er den Großteil mit dem Team Kanada. Zudem absolvierte er noch zwei Partien für die Starbulls Rosenheim in der Deutschen Eishockey Liga. Im Juni 1998 transferierten ihn die Flyers, die weiterhin die Rechte an ihm besaßen, zusammen mit Jeff Staples im Austausch für einen Draftpick zu den Nashville Predators. 
Bevor das neu gegründete Franchise der Predators jedoch ihren Spielbetrieb aufnahm, wurde er im Austausch für Chris Mason und Marc Moro zu den Mighty Ducks of Anaheim abgegeben. In Anaheim bestritt er in den folgenden zweieinhalb Jahren 51 NHL-Partien, in denen er über 90 Prozent der Schüsse abwehren konnte. Im Januar 2001 setzten ihn die Mighty Ducks auf die Waiver-Liste, von jener ihn die Edmonton Oilers auswählten. Sein Aufenthalt bei den Oilers endete bereits nach acht Partien, die darauffolgende Saison bestritt bei den Rapides de LaSalle in der semiprofessionellen Ligue Nord-Américaine de Hockey. Am 1. Juli 2002 unterzeichnete Roussel als Free Agent einen Vertrag bei den Frankfurt Lions in der DEL. Nach dem Ende der Spielzeit 2002/03 beendete er schließlich seine aktive Karriere.

## Erfolge und Auszeichnungen
- 1997 Spengler-Cup-Gewinn mit dem Team Canada
- 1997 Spengler Cup All-Star-Team

## NHL-Statistik
(Legende zur Torhüterstatistik: GP oder Sp = Spiele insgesamt; W oder S = Siege; L oder N = Niederlagen; T oder U oder OT = Unentschieden oder Overtime- bzw. Shootout-Niederlage; Min. = Minuten; SOG oder SaT = Schüsse aufs Tor; GA oder GT = Gegentore; SO = Shutouts; GAA oder GTS = Gegentorschnitt; Sv% oder SVS% = Fangquote; EN = Empty Net Goal; 1 Play-downs/Relegation; Kursiv: Statistik nicht vollständig)